# Tarachidia candefactella
Tarachidia candefactella là một loài bướm đêm trong họ Noctuidae.